# Enrico Elia
Enrico Elia (Trieste, 26 maggio 1891 – Cormons, 22 luglio 1915) è stato uno scrittore e militare italiano.

## Biografia
Nacque a Trieste, allora parte dell'Impero austro-ungarico, il 26 maggio 1891 da Alberto Elia ed Ersilia Fano, entrambi di origini ebraiche. Il padre si suicidò pochi anni dopo la sua nascita e la madre decise di convertirsi al cattolicesimo, battezzando sia Enrico che la sorella Cecilia. Compiuti gli studi presso il liceo tedesco di Trieste, Elia iniziò a frequentare l'Università di Vienna nel 1910 e due anni dopo si iscrisse all'Istituto di studi superiori di Firenze. Pur non terminando gli studi, presentò una tesina al professore Guido Mazzoni sull'opera La falena di Antonio Smareglia.
Quando il Regno d'Italia entrò nella prima guerra mondiale decise di arruolarsi come volontario nel Regio Esercito, partendo come fante per il fronte il 29 giugno 1915. Morì circa un mese dopo sul Monte Calvario, a Gorizia, il 19 luglio successivo durante la battaglia del Podgora; una scheda militare conservata presso il Museo del Risorgimento di Trieste riporta come data di morte il 22 luglio 1915 presso l'ospedale di Cormons a seguito delle ferite riportate in battaglia.
Dopo la sua morte i suoi pochi scritti furono raccolti e pubblicati dalla sorella Cecilia tra il 1920 e il 1922 mentre nel 1926 la scrittrice Mary Tibaldi Chiesa pubblicò le sue Canzoni popolari della Svezia, della Scozia e della Finlandia con un saggio di Umberto Saba. Il critico letterario Elvio Guagnini pubblicò nuovamente i suoi scritto nel 1981 col titolo Schegge d'anima.